# Chicago Fire (7.ª temporada)
A sétima temporada da série de televisão dramática estadounidense Chicago Fire foi encomendada em 9 de maio de 2018 pela NBC, estreou em 26 de setembro de 2018 e foi finalizada em 22 de maio de 2019, contando com 22 episódios. A temporada foi produzida pela Universal Television em associação com a Wolf Entertainment, com Derek Haas e Matt Olmstead como produtores e com Dick Wolf como produtor executivo. A temporada foi ao ar na temporada de transmissão de 2018-19 às noites de quarta-feira às 21h00, horário do leste dos EUA, como parte da nova programação da NBC, com os três programas de Chicago indo ao ar na mesma noite.
Essa é a primeira temporada a não contar com Monica Raymund como Gabriela Dawson no elenco principal desde a estreia do programa, em 2012. Também é a primeira temporada a contar com Annie Ilonzeh como paramédica Emily Foster no elenco principal.
A sétima temporada estrela Jesse Spencer como Tenente Matthew Casey, Taylor Kinney como Tenente Kelly Severide, Kara Killmer como paramédica Sylvie Brett, David Eigenberg como Bombeiro Christopher Hermann, Yuri Sardarov como Bombeiro Brian "Otis" Zvonecek, Joe Minoso como Bombeiro Joe Cruz, Christian Stolte como Bombeiro Randy "Mouch" McHolland, Miranda Rae Mayo como Bombeira Stella Kidd, Annie Ilonzeh como paramédica Emily Foster e Eamonn Walker como Chefe de Batalhão Wallace Boden.
A temporada terminou com uma audiência média de de 11.37 milhões de telespectadores e ficou classificada em 14.º lugar na audiência total e classificada em 20.º no grupo demográfico de 18 a 49 anos.

## Enredo
O show explora a vida, tanto profissional quanto pessoal, dos bombeiros, equipes de resgate e paramédicos do Corpo de Bombeiros de Chicago no fictício Quartel 51, lar do fictício Veículo 51, Viatura 81, Esquadrão de resgate 3, Batalhão 25 e Ambulância 61.

## Elenco e personagens

### Principal
- Jesse Spencer como Capitão Matthew Casey
- Taylor Kinney como Tenente Kelly Severide
- Kara Killmer como paramédica Sylvie Brett
- David Eigenberg como Tenente Christopher Hermann
- Yuri Sardarov como Bombeiro Brian "Otis" Zvonecek
- Joe Minoso como Bombeiro Joe Cruz
- Christian Stolte como Bombeiro Randy "Mouch" McHolland
- Miranda Rae Mayo como Bombeira Stella Kidd
- Annie Ilonzeh como paramédica Emily Foster
- Eamonn Walker como Chefe de Batalhão Wallace Boden

| - Randy Flagler como Bombeiro Harold Capp - Daniel Kyri como Candidato Darren Ritter - Teddy Sears como Kyle Sheffield - Steven Boyer como Vice-comissário Jerry Gorsch - Kate Villanova como Naomi Graham - Kristen Gutoskie como Chloe Allen - Robyn Coffin como Cindy Herrmann | - Monica Raymund como Gabriela Dawson - Tye White como Tyler - Patrick Mulvey como Doutor Jim Shaw - Gary Cole como Comissário Carl Grissom - Colin Egglesfield como Gordon Mayfield - Jordan Belfi como Bradley Boyd - Melissa Ponzio como Donna Boden - Ariane Rinehart como Lily - Zenzi Williams como Niya Curtis - Kate Middleton como Carol Spears |

### Crossover
- Jason Beghe como Sargento Hank Voight (De Chicago P.D.)
- Jon Seda como Detetive Antonio Dawson (De Chicago P.D.)
- Jesse Lee Soffer como Detetive Jay Halstead (De Chicago P.D.)
- Tracy Spiridakos como Detetive Hailey Upton (De Chicago P.D.)
- Patrick John Flueger como Adam Ruzek (De Chicago P.D.)
- Marina Squerciati como Kim Burgess (De Chicago P.D.)
- LaRoyce Hawkins como Kevin Atwater (De Chicago P.D.)
- Amy Morton como Sargento Trudy Platt (De Chicago P.D.)
- Nick Gehlfuss como Doutor Will Halstead (De Chicago Med)
- Torrey DeVitto como Doutora Natalie Manning (De Chicago Med)
- Colin Donnell como Doutor Connor Rhodes (De Chicago Med)
- Brian Tee como Doutor Ethan Choi (De Chicago Med)
- Marlyne Barrett como Maggie Lockwood (De Chicago Med)
- Norma Kuhling como Doutora Ava Bekker (De Chicago Med)
- S. Epatha Merkerson como Sharon Goodwin (De Chicago Med)

## Episódios
| N.º na série | N.º na temp. | Título                           | Dirigido por       | Escrito por                     | Exibição original       | Audiência (milhões) |
| --- | ------------ | -------------------------------- | ------------------ | ------------------------------- | ----------------------- | ------------------- |
| 138 | 1            | "A Closer Eye"                   | Sanford Bookstaver | Derek Haas                      | 26 de setembro de 2018  | 8.08                |
| Casey lida com as consequências da viagem de Dawson a Porto Rico para ajuda humanitária. Enquanto isso, o Corpo de Bombeiros 51 recebe uma nova paramédica, Emily Foster, para a equipe, substituindo Dawson na Ambulância 61. Boden entra em conflito com o novo vice-comissário adjunto Gorsch - um óbvio bajulador do novo Comissário, Grissom - quando ele tenta limpar a reputação do Corpo de Bombeiros. Mais tarde, Casey fica surpreso quando volta para casa e encontra Dawson lá para se despedir. |              |                                  |                    |                                 |                         |                     |
| 139 | 2            | "Going to War"                   | Reza Tabrizi       | Andrea Newman & Michael Gilvary | 3 de outubro de 2018    | 8.10                |
| Os bombeiros e os paramédicos do Corpo de Bombeiros 51 lidam com um incêndio em um apartamento de 25 andares que cria o caos. O pai do detetive Jay Halstead é uma das vítimas presas lá dentro. Enquanto isso, o novo vice-comissário assistente fica de olho em Boden. Casey e Brett continuam a lidar com a partida de Dawson e Brett recebe um presente especial que a ajuda a lidar. Foster se abre sobre seu passado. Um dos bombeiros se mete em apuros ao tentar salvar outro bombeiro. Severide faz um resgate ousado de um garotinho dos andares superiores. Esse episódio começa um crossover com Chicago Med e Chicago P.D. que continua em "When to Let Go" e se conclui em "Endings." |              |                                  |                    |                                 |                         |                     |
| 140 | 3            | "Thirty Percent Sleight of Hand" | Eric Laneuville    | Michael A. O'Shea               | 10 de outubro de 2018   | 8.41                |
| Severide é colocado em uma situação difícil após uma ligação quando um carro sai de um viaduto. Acusações criminais são arquivadas e isso é classificado como um assassinato/suicídio em vez de um acidente. Enquanto isso, o vice-comissário nomeia um novo tenente para o Veículo 51, no entanto, ele é seu cunhado. Para o desespero do vice-comissário assistente, Boden passa por cima de sua cabeça e nomeia Herrmann como o novo tenente. Cruz recebe atenção romântica inesperada – de uma jovem que ele resgatou do incêndio de 25 andares. Mouch tenta entrar em contato com um candidato a bombeiro que foi expulso de seu quartel após o incêndio no apartamento. Além disso, Foster se liga ao quartel. Severide descobre a verdade sobre o acidente do viaduto depois de entrar em conflito com um advogado de divórcio envolvido com a família.    |              |                                  |                    |                                 |                         |                     |
| 141 | 4            | "This Isn't Charity"             | Batán Silva        | Matt Whitney                    | 17 de outubro de 2018   | 7.88                |
| O 51 lida com uma chamada que envolve uma série de explosões de granadas de mão. Herrmann lida com sua primeira semana como novo tenente do veículo e Mouch ajuda um colega bombeiro. Brett e Foster suspeitam que uma criança pode estar recebendo drogas para melhorar o desempenho em um clube de ginástica e Foster acusa a mãe. O velho amigo de escola de Stella visita Chicago, no entanto, Severide acredita que o amigo pode ter sentimentos por Stella. Foster e Brett descobrem quem realmente forneceu drogas para a jovem ginasta lesionada. Herrmann perde a paciência com um tripulante insubordinado do veículo. |              |                                  |                    |                                 |                         |                     |
| 142 | 5            | "A Volatile Mixture"             | Sanford Bookstaver | Andrea Newman                   | 24 de outubro de 2018   | 7.70                |
| O quartel responde a um incêndio em um parque de trailers. No quartel, Gorsch repreende todos pelas menores coisas. Uma repórter, Naomi, pede a Casey para investigar a causa do incêndio no trailer depois de descobrir seis incêndios semelhantes. Enquanto isso, Boden e Gorsch atingem um novo patamar quando Boden descobre que Gorsch está tentando removê-lo do quartel - com base em uma avaliação nada lisonjeira que Boden escreveu quando era capitão e Gorsch um candidato a bombeiro. Herrmann, Kidd e Otis tentam encontrar a pessoa responsável por postar uma crítica negativa sobre Molly's no Yelp. Severide pede ajuda ao pai. Enquanto isso, Brett descobre mais sobre Foster. |              |                                  |                    |                                 |                         |                     |
| 143 | 6            | "All the Proof"                  | Leslie Libman      | Jamila Daniel                   | 31 de outubro de 2018   | 7.97                |
| Gorsch continua a entrar em conflito com Boden no quartel e intensifica seus esforços ao tomar o lugar de Boden como líder quando o 51 responde a uma chamada de exposição a gás venenoso em um apartamento. Após o chamado, Gorsch ameaça com várias acusações de insubordinação contra a equipe e contra Boden. Severide recebe notícias devastadoras sobre seu pai. Cruz tenta ensinar a todos a falar espanhol após o última chamado. Casey e Naomi continuam trabalhando juntos quando ela descobriu mais danos sobre o fabricante do trailer. Foster tenta colocar Brett no espírito do Halloween. O capelão Orlovsky anuncia sua aposentadoria e apresenta o 51 ao seu sucessor, o capelão Kyle Sheffield. Mais tarde, Severide fica emocionado depois que Boden lhe revela que seu pai fez um último ato de bondade. Gorsch é removido de 51 para sempre. |              |                                  |                    |                                 |                         |                     |
| 144 | 7            | "What Will Define You"           | Olivia Newman      | Michael A. O'Shea               | 7 de novembro de 2018   | 8.26                |
| Severide luta para preparar o funeral de seu falecido pai Benny e desconta nos outros. Stella vai além para ajudar a encontrar uma medalha que Benny ganhou enquanto era bombeiro. Enquanto isso, Brett contempla a decisão de entregar uma motorista adolescente que pode ter causado um acidente de carro enviando mensagens de texto e dirigindo. Além disso, Otis se reencontra com a meia-irmã de Severide, Katie. |              |                                  |                    |                                 |                         |                     |
| 145 | 8            | "The Solution to Everything"     | Mark Tinker        | Michael Gilvary                 | 14 de novembro de 2018  | 7.29                |
| Enquanto ainda está de luto pela morte de seu pai, Severide é pego em um momento e é salvo durante um chamado. Mais tarde, Severide pede apoio a Foster depois que ela revela que também perdeu um dos pais. Além disso, Herrmann, Mouch e Otis procuram encontrar um calendário de bombeiros de 1990 com Boden nele. |              |                                  |                    |                                 |                         |                     |
| 146 | 9            | "Always a Catch"                 | Reza Tabrizi       | Derek Haas                      | 5 de dezembro de 2018   | 7.94                |
| O 51 responde a uma ligação de um grande engavetamento de um carro na estrada, e Cruz descobre que sua namorada Chloe está entre as vítimas. Enquanto isso, Casey se aproxima de Naomi enquanto eles continuam a história do trailer. Foster contempla uma oferta para voltar à faculdade de medicina, mas finalmente decide ficar com o 51. Além disso, o ciúme de Severide do amigo de Stella coloca uma pressão em seu relacionamento. De noite, enquanto Casey e Naomi estão dormindo, ele é acordado para encontrar seu apartamento em chamas deixando suas vidas penduradas na balança. |              |                                  |                    |                                 |                         |                     |
| 147 | 10           | "Inside These Walls"             | Jono Oliver        | Matt Whitney                    | 9 de janeiro de 2019    | 8.01                |
| Casey e Naomi escapam do incêndio no apartamento. Casey imediatamente suspeita que foi incêndio criminoso. Enquanto isso, o relacionamento de Severide e Stella atinge um ponto de ruptura quando Severide começa a restaurar um barco antigo em vez de ficar com ela. Além disso, Brett, Foster, Otis e Herrmann organizam uma demonstração de segurança contra incêndio para estudantes do ensino médio, mas depois ficam surpresos ao ver um grupo de idosos. O quartel responde a um acidente e Severide quase morre. Mais tarde, Casey e Naomi se despedem quando ela está indo para Zurique. |              |                                  |                    |                                 |                         |                     |
| 148 | 11           | "You Choose"                     | Paul McCrane       | Jamila Daniel                   | 16 de janeiro de 2019   | 8.03                |
| Severide e Stella lidam com as consequências de seu rompimento. O trabalho de Severide no barco sofre uma reviravolta dramática quando a garagem em que o barco está armazenado é incendiada e ele é acusado de incêndio criminoso. Enquanto isso, Brett se oferece para ajudar Casey a encontrar um novo apartamento. Foster suspeita que uma de suas vítimas em uma ligação está sendo supermedicada por seu médico depois que a vítima sofre uma convulsão. Além disso, Stella treina a cachorra do quartel, Terça-feira, para uma exposição de cães. |              |                                  |                    |                                 |                         |                     |
| 149 | 12           | "Make This Right"                | Milena Govich      | Andrea Newman                   | 23 de janeiro de 2019   | 8.43                |
| Casey e Severide ficam desconfiados após um chamado para um único acidente de motocicleta em que nenhum outro veículo está envolvido. Enquanto isso, Mouch se cansa das piadas de velho de Otis, e Ritter tenta convencê-los a fazer as pazes. Além disso, Foster vai a um encontro com um médico. Stella, Brett e Foster tentam concertar um estrago na ambulância. Mais tarde, o quartel responde a uma chamada de museu de arte onde um menino está preso dentro de uma obra de arte. |              |                                  |                    |                                 |                         |                     |
| 150 | 13           | "The Plunge"                     | Leslie Libman      | Michael A. O'Shea               | 6 de fevereiro de 2019  | 8.79                |
| Ao responder a uma chamada, o veículo 51 colidiu com um motorista adolescente. O acidente atinge Herrmann com força, pois seu filho começou a dirigir. Mais tarde, Herrmann desconta seu estresse em sua família. Enquanto isso, Foster continua sendo assediada pelo médico com quem saiu e isso começa a afetar seu trabalho. Além disso, Cruz organiza todos para participar do mergulho polar. Severide leva Casey para sair à noite. |              |                                  |                    |                                 |                         |                     |
| 151 | 14           | "It Wasn't About Hockey"         | Carl Seaton        | Elizabeth Sherman & Derek Haas  | 13 de fevereiro de 2019 | 8.43                |
| Brett, Foster e Stella viajam para Indiana para uma escapadela de meninas quando se envolvem em um acidente de carro envolvendo um ônibus escolar capotado cheio de estudantes de hóquei com ferimentos graves. Brett e Foster correm contra o relógio para tratá-los com os recursos que têm. Enquanto isso, o resto do quartel 51 compete entre si na competição anual de chili. |              |                                  |                    |                                 |                         |                     |
| 152 | 15           | "What I Saw"                     | Reza Tabrizi       | Andrea Newman & Michael Gilvary | 20 de fevereiro de 2019 | 8.85                |
| Uma série de assaltos acontece em complexos de apartamentos quando um cofre de bombeiros contendo uma chave desaparece. A unidade de Inteligência pede a Cruz para se disfarçar em outro quartel porque Hank Voight suspeita que um colega bombeiro possa ser o culpado. Enquanto isso, Kidd vai a um encontro com uma de suas vítimas. Cruz descobre o culpado do roubo do cofre inesperadamente. Esse episódio começa um crossover com Chicago P.D. que se conclui em "Good Men". |              |                                  |                    |                                 |                         |                     |
| 153 | 16           | "Fault in Him"                   | Eric Laneuville    | Matt Whitney                    | 27 de fevereiro de 2019 | 8.27                |
| Enquanto atende uma ligação suicida, Casey é emboscado por um atirador e escapa da morte por pouco. Mais tarde, Brett tenta fazer com que Casey mostre sua dor e ela se depara com desafios em sua vida pessoal. O comissário Grissom chega ao 51 e pede que eles mostrem seu apoio a ele, pois há rumores de que ele foi forçado a sair de seu emprego devido a políticas internas. Otis vence um concurso, no entanto, ele tem que atirar um disco de hóquei em um gol para recebê-lo. Uma força-tarefa que observa Grissom de perto dá uma olhada em seu verdadeiro compromisso quando ele se junta ao 51 em um incêndio e ajuda no resgate. |              |                                  |                    |                                 |                         |                     |
| 154 | 17           | "Move a Wall"                    | Olivia Newman      | Derek Haas                      | 27 de março de 2019     | 8.26                |
| Como Casey continua a lidar com o estresse pós-traumático, ele começa a descontar em Herrmann após um chamado que fere Ritter. Enquanto isso, no mesmo chamado, Stella suspeita que a vítima possa estar mantendo crianças sequestradas trancadas em uma sala secreta. A esposa de Herrmann, Cindy, redecora a sala comum. Mais tarde, Stella é condecorada depois de seguir seus instintos. Casey faz as pazes com Herrmann enquanto Severide e Stella reconhecem separadamente que ainda têm sentimentos um pelo outro. |              |                                  |                    |                                 |                         |                     |
| 155 | 18           | "No Such Thing as Bad Luck"      | Jann Turner        | Michael Gilvary                 | 3 de abril de 2019      | 8.24                |
| Boden fica surpreso ao descobrir que a mulher retirada de um incêndio é sua namorada do ensino médio, agora divorciada, Jasmine. Casey e Severide suspeitam que o fogo foi intencional. Cruz descobre que receberá um prêmio por ajudar a resolver os roubos de cofres - antes de ser repreendido por Severide quando um pedido é ignorado durante uma chamada de incêndio. Kidd vai procurar uma caneca que é uma decoração na Molly's depois que ela deu para um de seus clientes. Boden fica ainda mais chocado ao descobrir quem incendiou a casa de Jasmine. |              |                                  |                    |                                 |                         |                     |
| 156 | 19           | "Until the Weather Breaks"       | Reza Tabrizi       | Michael O'Shea                  | 24 de abril de 2019     | 8.11                |
| Durante uma noite de tempestade, os bombeiros e paramédicos se reúnem em busca de respostas sobre uma criança perdida encontrada em seu caminhão de bombeiros. Otis começa a suspeitar de um homem que vem ao quartel, alegando ser um "bombeiro de Detroit", mas ele não consegue entender sua história. Enquanto isso, Brett e Casey percebem que têm sentimentos um pelo outro. |              |                                  |                    |                                 |                         |                     |
| 157 | 20           | "Try Like Hell"                  | Stephen Cragg      | Matt Whitney & Jamila Daniel    | 8 de maio de 2019       | 7.74                |
| O 51 responde a uma chamada em um salão de cabeleireiro. Mais tarde, a investigação do incêndio leva ao incêndio criminoso. Severide suspeita que o responsável possa ser o mesmo suspeito em um caso arquivado em que seu pai estava trabalhando. Enquanto isso, outro corpo de bombeiros suspeita que o 51 possa ter roubado um equipamento, o que eles negam. Mais tarde, Cruz encontra o equipamento e tenta levá-lo de volta para o outro quartel. Mais tarde, Matt fala com o capelão sobre Brett. |              |                                  |                    |                                 |                         |                     |
| 158 | 21           | "The White Whale"                | Joe Chappelle      | Andrea Newman & Michael Gilvary | 15 de maio de 2019      | 7.96                |
| A investigação de Severide sobre o caso de incêndio sofre uma reviravolta quando ele é suspenso do serviço por insubordinação. Mais tarde, Severide descobre quem é o incendiário e imediatamente diz ao 51 que ela vai explodir uma igreja. Enquanto isso, Herrmann suspeita do bem-estar de um colega bombeiro após sua aposentadoria. Além disso, Brett questiona seus sentimentos em relação a Casey. |              |                                  |                    |                                 |                         |                     |
| 159 | 22           | "I'm Not Leaving You"            | Reza Tabrizi       | Derek Haas                      | 22 de maio de 2019      | 7.51                |
| Severide e Kidd continuam trabalhando no caso do incêndio criminoso. Mais tarde, ela e Severide reacendem o romance. Enquanto isso, depois de ajudar uma mulher grávida, Casey começa a desenvolver sentimentos em relação a Brett apenas para descobrir que ela e o capelão Sheffield ficaram noivos. Além disso, Herrmann ensina Ritter a zoar os outros bombeiros. Em um chamado, as vidas de todos estão em jogo enquanto estão em um grande incêndio em uma fábrica. |              |                                  |                    |                                 |                         |                     |

## Produção

### Casting
Em 15 de maio de 2018, a membro do elenco de longa data Monica Raymund, que interpreta a paramédica Gabriela Dawson, anunciou sua saída da série citando seu desejo de continuar com o "próximo capítulo da vida" Em 21 de setembro de 2018, a NBC anunciou que a novata Annie Ilonzeh se juntaria à série como Emily Foster, substituindo Raymund na ambulância 61.

## Recepção

### Audiência
| №  | Título                           | Exibição original       | Rating/share (18–49) | Audiência (em milhões) | DVR (18–49) | Audiência em DVR (milhões) | Total (18–49) | Audiência total (em milhões) |
| -- | -------------------------------- | ----------------------- | -------------------- | ---------------------- | ----------- | -------------------------- | ------------- | ---------------------------- |
| 1  | "A Closer Eye"                   | 26 de setemebro de 2018 | 1.3/6                | 8.08                   | 0.8         | 3.50                       | 2.1           | 11.58                        |
| 2  | "Going to War"                   | 3 de outubro de 2018    | 1.3/6                | 8.10                   | 0.8         | 3.19                       | 2.1           | 11.29                        |
| 3  | "Thirty Percent Sleight of Hand" | 10 de outubro de 2018   | 1.4/6                | 8.41                   | 0.7         | 3.43                       | 2.1           | 11.84                        |
| 4  | "This Isn't Charity"             | 17 de outubro de 2018   | 1.3/6                | 7.88                   | 0.9         | 3.64                       | 2.2           | 11.52                        |
| 5  | "A Volatile Mixture"             | 24 de outubro de 2018   | 1.4/6                | 7.70                   | 0.8         | 3.49                       | 2.1           | 11.20                        |
| 6  | "All the Proof"                  | 31 de outubro de 2018   | 1.2/5                | 7.97                   | 0.8         | 3.56                       | 2.0           | 11.54                        |
| 7  | "What Will Define You"           | 7 de novembro de 2018   | 1.3/6                | 8.26                   | 0.9         | 3.50                       | 2.1           | 11.75                        |
| 8  | "The Solution to Everything"     | 14 de novembro de 2018  | 1.3/5                | 7.29                   | 0.9         | 3.78                       | 2.2           | 11.07                        |
| 9  | "Always a Catch"                 | 5 de dezembro de 2018   | 1.2/5                | 7.94                   | 0.9         | 3.63                       | 2.1           | 11.57                        |
| 10 | "Inside These Walls"             | 9 de janeiro de 2019    | 1.2/5                | 8.01                   | 0.9         | 3.49                       | 2.1           | 11.47                        |
| 11 | "You Choose"                     | 16 de janeiro de 2019   | 1.1/5                | 8.03                   | 0.9         | 3.79                       | 2.1           | 11.82                        |
| 12 | "Make This Right"                | 23 de janeiro de 2019   | 1.2/6                | 8.43                   | 1.0         | 4.01                       | 2.2           | 12.44                        |
| 13 | "The Plunge"                     | 6 de fevereiro de 2019  | 1.3/6                | 8.79                   | 0.8         | 3.54                       | 2.1           | 12.29                        |
| 14 | "It Wasn't About Hockey"         | 13 de fevereiro de 2019 | 1.1/5                | 8.43                   | 0.8         | 3.55                       | 2.0           | 12.00                        |
| 15 | "What I Saw"                     | 20 de fevereiro de 2019 | 1.3/6                | 8.85                   | 0.8         | 3.71                       | 2.1           | 12.56                        |
| 16 | "Fault In Him"                   | 27 de fevereiro de 2019 | 1.2/6                | 8.27                   | 0.9         | 3.56                       | 2.0           | 11.83                        |
| 17 | "Move a Wall"                    | 27 de março de 2019     | 1.2/6                | 8.26                   | 0.9         | 3.62                       | 2.0           | 11.90                        |
| 18 | "No Such Thing as Bad Luck"      | 3 de abril de 2019      | 1.1/5                | 8.24                   | 0.8         | 3.41                       | 1.9           | 11.66                        |
| 19 | "Until the Weather Breaks"       | 24 de abril de 2019     | 1.1/5                | 8.11                   | 0.8         | 3.54                       | 1.9           | 11.64                        |
| 20 | "Try Like Hell"                  | 8 de maio de 2019       | 1.0/4                | 7.74                   | 0.7         | 3.32                       | 1.7           | 11.06                        |
| 21 | "The White Whale"                | 15 de maio de 2019      | 1.1/5                | 7.96                   | 0.7         | 3.41                       | 1.8           | 11.37                        |
| 22 | "I'm Not Leaving You"            | 22 de maio de 2019      | 1.1/5                | 7.51                   | 0.7         | 3.53                       | 1.8           | 11.00                        |

## Lançamento em DVD
| Chicago Fire – Season Seven                                                                           | | | | | |
| Detalhes do DVD                                                                                       | Detalhes do DVD                                                                                       | Detalhes do DVD                                                                                       | Características Especiais | Características Especiais | Características Especiais |
| - 22 episódios - 6 discos - Áudio em Inglês (Dolby Digital 5.1 Surround) - Legendas: Inglês e Francês | - 22 episódios - 6 discos - Áudio em Inglês (Dolby Digital 5.1 Surround) - Legendas: Inglês e Francês | - 22 episódios - 6 discos - Áudio em Inglês (Dolby Digital 5.1 Surround) - Legendas: Inglês e Francês | - Episódios crossover com Chicago P.D.: - "Endings" - Parte três do crossover de três partes que começa em "Going to War". - Good Men - Parte dois do crossover de duas partes que começa em "What I Saw". - Episódio crossover com Chicago Med: - "When to Let Go" - Parte dois do crossover de três partes que começa em "Going to War". | - Episódios crossover com Chicago P.D.: - "Endings" - Parte três do crossover de três partes que começa em "Going to War". - Good Men - Parte dois do crossover de duas partes que começa em "What I Saw". - Episódio crossover com Chicago Med: - "When to Let Go" - Parte dois do crossover de três partes que começa em "Going to War". | - Episódios crossover com Chicago P.D.: - "Endings" - Parte três do crossover de três partes que começa em "Going to War". - Good Men - Parte dois do crossover de duas partes que começa em "What I Saw". - Episódio crossover com Chicago Med: - "When to Let Go" - Parte dois do crossover de três partes que começa em "Going to War". |
| Datas de lançamento                                                                                   | | | | | |
| Região 1                                                                                              | Região 1                                                                                              | Região 2                                                                                              | Região 2 | Região 4 | Região 4 |
| 27 de agosto de 2019                                                                                  | 27 de agosto de 2019                                                                                  | 23 de setembro de 2019                                                                                | 23 de setembro de 2019 | 18 de setembro de 2019 | 18 de setembro de 2019 |